# Paz de Caltabellota
La Paz de Caltabellotta fue un tratado de paz firmado el 31 de agosto de 1302 (algunas fuentes citan el 19 de agosto de 1302) cerca de la ciudad siciliana de Caltabellota entre Federico II de Sicilia, por un lado, y Carlos II de Nápoles y Carlos de Valois, por otro, con la que concluyó la guerra de las Vísperas sicilianas.

## Antecedentes
El 1295 el papa Bonifacio VIII proclamó la Paz de Anagni que cerró la guerra de las Vísperas sicilianas entre la Corona de Aragón y el reino de Nápoles, formado por la escisión del reino de Sicilia. Cuando Carlos de Valois intervino en 1302 en Sicilia a la cabeza de cuatro mil caballeros pagados por el Papa para dar apoyo a Carlos II de Anjou contra Federico II de Sicilia, la nobleza siciliana recordó rápidamente la clemencia tenida con él y los miembros de su familia por su tío Pedro el Grande. Admitiendo luchar a regañadientes, propuso cesar las hostilidades y firmar la paz de Caltabellotta. Por su parte, las relaciones entre la Casa de Anjou y el Papa Bonifacio VIII se habían roto, de modo que los angevinos decidieron firmar la paz con sus enemigos, los reyes de la Corona de Aragón.

## El tratado

El reino de Sicilia estaba formado por los territorios de Nápoles y la isla de Sicilia.

Según el tratado, Carlos II de Anjou renunciaba temporalmente a la soberanía sobre la isla de Sicilia, de modo que Federico II de Sicilia se veía confirmado como rey de la misma pero con el título de rey de Trinacria, mientras que Carlos II de Anjou retenía el título oficial de rey de Sicilia, pero solo con soberanía sobre Nápoles. Federico II de Sicilia sería rey de Trinacria hasta su muerte cuando, siguiendo el tratado, la isla retornaría a la soberanía de los Anjou, como reyes de Sicilia. Además, Carlos II de Anjou se comprometía a pagar a Federico II de Sicilia cien mil onzas de oro y procurarle que el papa Bonifacio VIII invistiera a Federico II de Sicilia como rey de Jerusalén (Chipre) o en su defecto rey de Cerdeña. A cambio, Federico II de Sicilia devolvía los territorios conquistados en Calabria y los territorios del Reino de Sicilia peninsular (Nápoles) a Carlos II de Anjou. Esto también incluía la liberación del hijo de Carlos II de Anjou, el Príncipe de Tarento Felipe de Anjou, que estaba encarcelado en Cefalú. Como prenda para asegurar la paz, Carlos II de Anjou entregaba su hija Leonor de Nápoles en matrimonio a Federico II de Sicilia.

## Consecuencias del tratado
Con el texto concluyó la Guerra de Sicilia y se aseguraba la paz entre la Casa de Aragón y la Casa de Anjou. Asimismo, el reino de Sicilia quedaba partido, por lo que los reyes de la isla de Sicilia recibían el título de reyes de Trinacria, mientras que los reyes del territorio de Nápoles mantenían el título de reyes de Sicilia. Después del tratado, el reino de Sicilia (Reino de Trinacria) quedaba segregado de la Corona de Aragón, pero regido por un hijo de los reyes de Aragón, de la dinastía de la Casa de Aragón. Constituía así una base segura para el comercio de los mercaderes catalanes. A pesar de las reticencias del papa Bonifacio VIII a perder la soberanía del territorio, este terminó ratificando el tratado del año 1303.

## La Compañía Catalana de Oriente
Una de las cláusulas del tratado preveía la desmovilización del ejército de Federico II de Sicilia. A resultas de ello, la compañía de almogávares que había luchado por su bando se quedó sin trabajo. Además, el comandante en jefe de la compañía, Guillem Galceran de Cartellà, dejó su mando y decidió volver a Hostoles. Entonces, los almogávares eligieron a Roger de Flor como nuevo comandante y formaron la Compañía Catalana de Oriente. Uno de los caudillos almogávares, Bernardo de Rocafort, se opuso a aceptar los términos de la Paz de Caltabellota, negándose a entregar dos castillos que había ocupado en Calabria. Este hecho le valió el odio de Roberto I de Nápoles, el sucesor de Carlos II de Anjou. Así, cuando en 1309 el comandante en jefe de la Compañía Catalana de Oriente –entonces el caballero Teobaldo de Cepoy– le capturó, decidió entregar Bernardo de Rocafort a Roberto I de Nápoles, quien lo encarceló en unas mazmorras y lo dejó morir de hambre.

## Después del tratado
Los términos del tratado no fueron respetados en todas sus compensaciones para Federico II de Sicilia, de modo que en 1313 este reivindicó el trono para su hijo Pedro II de Sicilia. Así, vinieron más años de guerra, cuando en 1313 Roberto I de Nápoles intentó tomar posesión de la isla sin éxito, firmando una tregua en 1317. En 1335 Federico II de Sicilia fue excomulgado por el papa Juan XXII por haber tomado posesiones de la Santa Sede con objetivos militares de apoyo a los gibelinos en el ataque contra la República de Génova, y en 1321 emitió una interdicción contra él que duró hasta 1335 y que fue motivo de más guerras contra los Anjou. Finalmente, cuando se eligió al papa Benedicto XII en 1334, quien tenía relaciones de amistad con Federico II de Sicilia, este le prometió el respeto de la Santa Sede, de modo que en 1337 fue sucedido por su hijo Pedro II de Sicilia. En 1409, el rey Martín I de Aragón "el Humano" anexionó nuevamente el Reino de Sicilia a la Corona de Aragón. En 1442 el rey Alfonso V de Aragón conquistará el Reino de Nápoles, reunificando ambos territorios.